# Баалшиллем ІІ

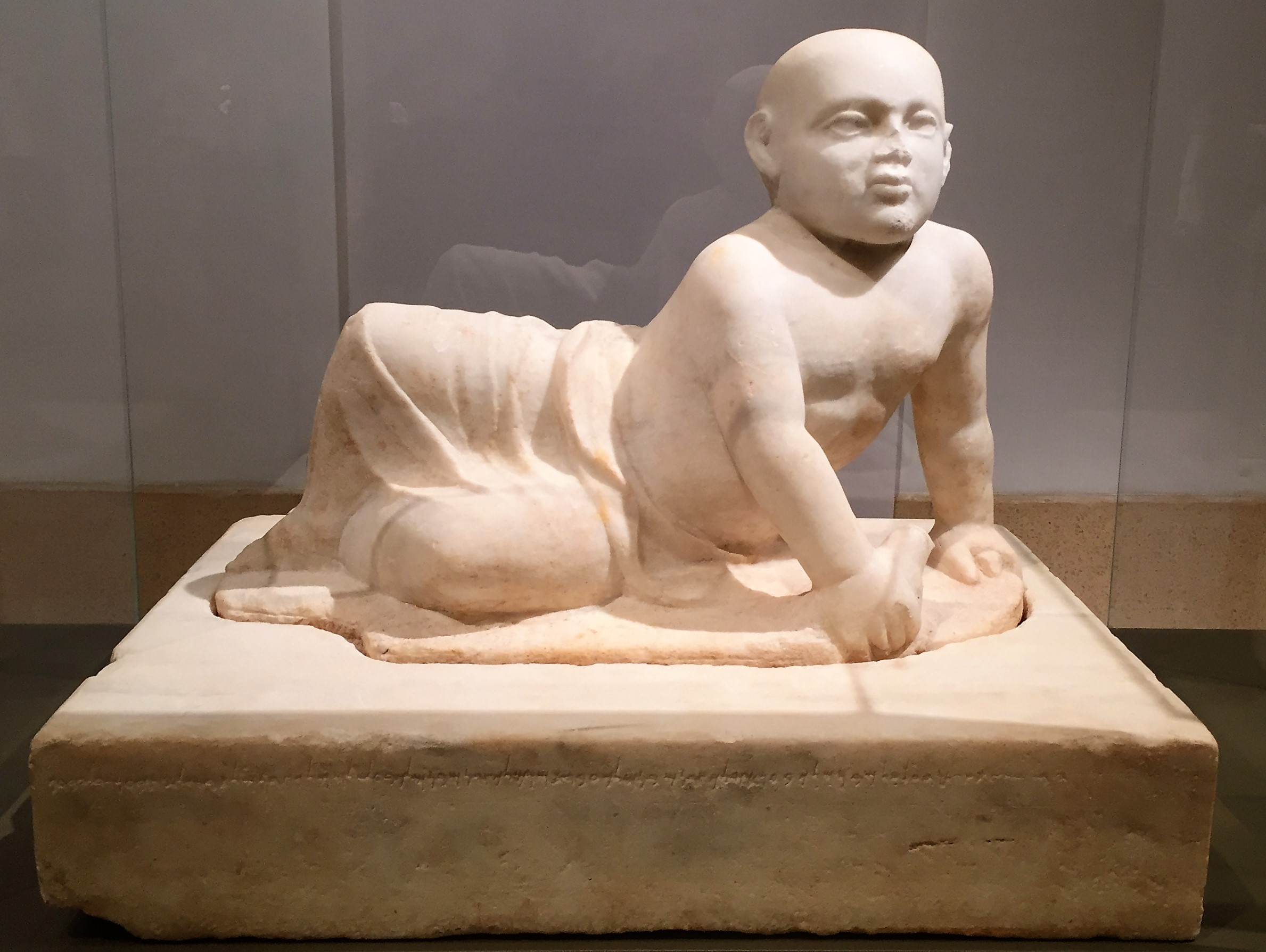
Мармурова стутя з написом Баалшиллема ІІ

Баалшиллем (Баалшалім) ІІ (д/н — 365 до н. е.) — цар міста-держави Сідон в 401—365 роках до н. е. В давньогрецьких джерелах відомий як Сактон (Актон).

## Життєпис
Походив з династії Ешмуназара. Син Баани, царя Сідона. Про нього відомо з напису, зробленого на статуї дитини в храмі бога Ешмуна в Бустан еш-Шейху. У написі згадуються також попередні сідонські царі.
398 року до н. е. доєднався до флоту Перської держави, що з 399 року до н. е. вела війну проти Спарти. У 396 році до н. е. сідонська ескадра на чолі з царем змушена була вирушити на допомогу афінянину Конону, що найнявся до перського царя навархом. Об'єднання флоту відбулося біля Робосю Сідонський цар брав участь у битві біля Кніду, де 394 року до н. е. зазнав поразки спартанський флот.
385 або 383 року до н. е. відправив флот для підкорення повсталого Єгипту, але він не був вдалим, флот фінікійців зазнав суттєвих втрат. У 383 році до н. е. фараон Ахоріс атакував Сідон, який ледве відбив напад. Невдовзі призначає сина Адбаштарта своїм співволодарем. У 381 році до н. е. допомагав вантажними суднами для висадки перського царя Артаксеркса ІІ на Кіпрі. 373 року до н. е. знову відправив флот для нового походу проти Єгипту.
Разом з тим допомога Сідона Афінам в Коринфській війні сприяла її зближенню із греками. Розпочинається швидка еллінізація міста, чому сприяли спільні торговельні інтереси. Сідонці оселяються в Коринфі і Афінах, фінікійці сприймають засвоюють культуру і мову греків. Баалшиллем ІІ переводить сідонську монетну систему на аттичний стандарт. також першим став карбувати монети з вказівкою року. Перша така монета відноситься до 372 року до н. е., де зазначено, що цар панує над сідоном вже 30 років. В свою чергу це дозволило встановити хронологію панування Баалшиллема ІІ.
Помер 365 року до н. е. Йому спадкував син Абдаштарт І.